# Teraz Rock
Teraz Rock – miesięcznik poświęcony głównie muzyce rockowej, zawiera informacje o bieżących wydarzeniach, recenzje płyt, wydawnictw wideo i koncertów, wywiady z artystami. 

## Historia
Ukazuje się od marca 2003. Miesięcznik stanowi kontynuację pisma Tylko Rock, które ukazywało się w latach 1991–2002.
W każdym numerze pisma zamieszczona jest wkładka zawierająca informacje o jednym artyście lub grupie muzycznej: biografię, omówienie dyskografii, opinie innych wykonawców.
Pierwszym wydawcą pisma była Orange Media, w październiku 2020 kolejny wydawca Advertigo sprzedało miesięcznik oraz powiązany z nim serwis terazmuzyka.pl spółce Neker Media, którą założył redaktor naczelny czasopisma, Wiesław Weiss.

## Redakcja i współpracownicy[5]

### Zespół redakcyjny
- Wiesław Weiss – redaktor naczelny
- Wiesław Królikowski – zastępca redaktora naczelnego (do końca 2018)[6].
- Bartek Koziczyński – sekretarz redakcji
- Jordan Babula
- Paweł Brzykcy
- Michał Kirmuć
- Grzesiek Kszczotek
- Michał Grzybowski
- Ula Drabińska
- Ewa Garbi – grafik

### Stali współpracownicy
- Krzysztof Celiński
- Robert Filipowski
- Marcin Gajewski
- Piotr Kaczkowski
- Darek Kawka
- Jacek Leśniewski
- Jacek Nizinkiewicz
- Marek Świrkowicz
- Łukasz Wewiór
- Grzegorz K. Witkowski
- Mateusz Witkowski
- Piotr Banach – felietonista
- Krzysztof Grabowski – felietonista
- Paweł „Drak” Grzegorczyk – felietonista
- Przemek Myszor – felietonista
- Anja Orthodox – felietonista
- Robert Szymański – felietonista
- Czesław Niemen – muzyk-felietonista – do stycznia 2004 r.